# Бородино (Шарьинский район)
Бородино — деревня в составе Шангского сельского поселения Шарьинского района Костромской области России. 

## География
Расположено в центре района, в междуречье Большой и Малой Шанги.

## История
Согласно Спискам населенных мест Российской империи  в 1872 году деревня Бородино относилась к 3 стану Ветлужского уезда Костромской губернии. Деревня располагалась при колодцах. В ней числилось 13 дворов, проживало 62 мужчины и 81 женщина.
Согласно Списку населенных мест Костромской губернии в 1907 году деревня относилась к Николо-Шангской волости Ветлужского уезда Костромской губернии. Также отмечалось, что деревня располагается при колодцах. Согласно переписи населения 1897 года в деревне проживало 225 человек (76 мужчин и 149 женщин). По сведениям волостного правления за 1907 год в деревне числилось 37 крестьянских дворов и 288 жителей. Основным занятием жителей деревни был лесной промысел.

## Население
| 2008 | 2010 | 2014 |
| ---- | ---- | ---- |
| 2    | ↘0   | →0   |